# مت براون
مت براون (انگلیسی: Matt Brown؛ زادهٔ ۱۰ ژانویهٔ ۱۹۸۱) ورزشکار هنرهای رزمی ترکیبی و جودوکار اهل ایالات متحده آمریکا است. وی از سال ۲۰۰۴ میلادی تاکنون مشغول فعالیت بوده‌است.